# Aspiduriella
Aspiduriella is een geslacht van uitgestorven slangsterren uit de familie Ophiuridae.

## Soorten
- Aspiduriella dorae (Lepsius, 1878) †
- Aspiduriella ludeni (Hagenow, 1846) †
- Aspiduriella montserratensis (Calzada & Gutiérrez, 1987) †
- Aspiduriella scutellata (Blumenbach, 1804) †
- Aspiduriella similis (Eck, 1865) †
- Aspiduriella streichani (Kutscher, 1987) †